# 梅布勒库尔-里什库尔
梅布勒库尔-里什库尔（法語：Mesbrecourt-Richecourt，法語發音：[mɛbʁəkuʁ ʁiʃkuʁ]）是法国上法蘭西大區埃纳省的一个市镇，属于拉昂区。该市镇于1845年由原市镇梅布勒库尔（Mesbrecourt）和里什库尔（Richecourt）合并而成。

## 地理
梅布勒库尔-里什库尔（49°42'7"N, 3°32'30"E）面积8.98 平方千米，位于法国上法蘭西大區埃纳省，该省份为法国北部内陆省份，北起北部省，西接索姆省和瓦兹省，东临阿登省和马恩省，西南至塞纳-马恩省，东北部与比利时接壤。
与梅布勒库尔-里什库尔接壤的市镇（或旧市镇、城区）包括：塞尔河畔阿西斯、舍夫勒西堡、蒙蒂尼叙克雷西、努维永和卡蒂永、勒米。

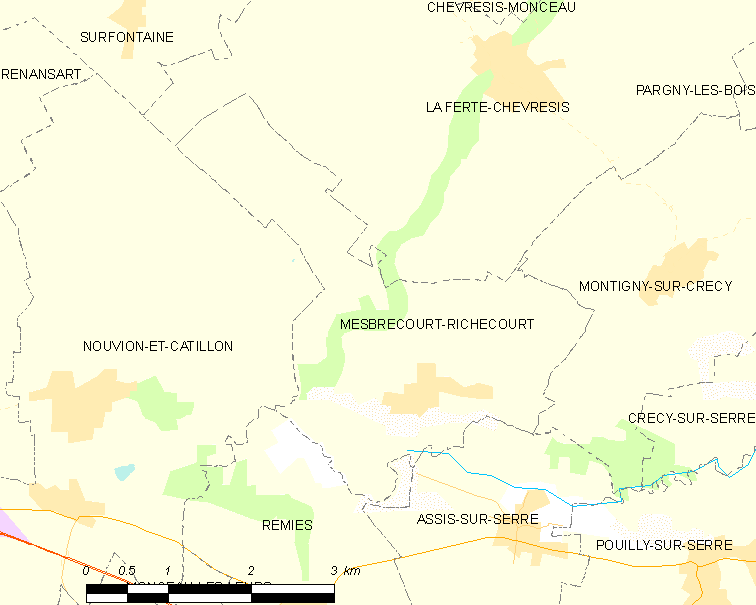
梅布勒库尔-里什库尔的OSM定位图

梅布勒库尔-里什库尔的时区为UTC+01:00、UTC+02:00（夏令时）。

## 行政
梅布勒库尔-里什库尔的邮政编码为02270，INSEE市镇编码为02480。

## 政治
梅布勒库尔-里什库尔所属的省级选区为马尔勒县。

## 人口

1962-2008年间梅布勒库尔-里什库尔人口变化图示

梅布勒库尔-里什库尔于2022年1月1日时的人口数量为318人。